# Passiflora arborea
Passiflora arborea är en passionsblomsväxtart som beskrevs av Spreng.. Passiflora arborea ingår i släktet passionsblommor, och familjen passionsblomsväxter. Inga underarter finns listade i Catalogue of Life.